# Bankhaus L. Lemmermann
Das Bankhaus L. Lemmermann war eine Privatbank in Hannover. Sie existierte von 1882 bis 1943.

## Geschichte

### Gründung des Bankhauses

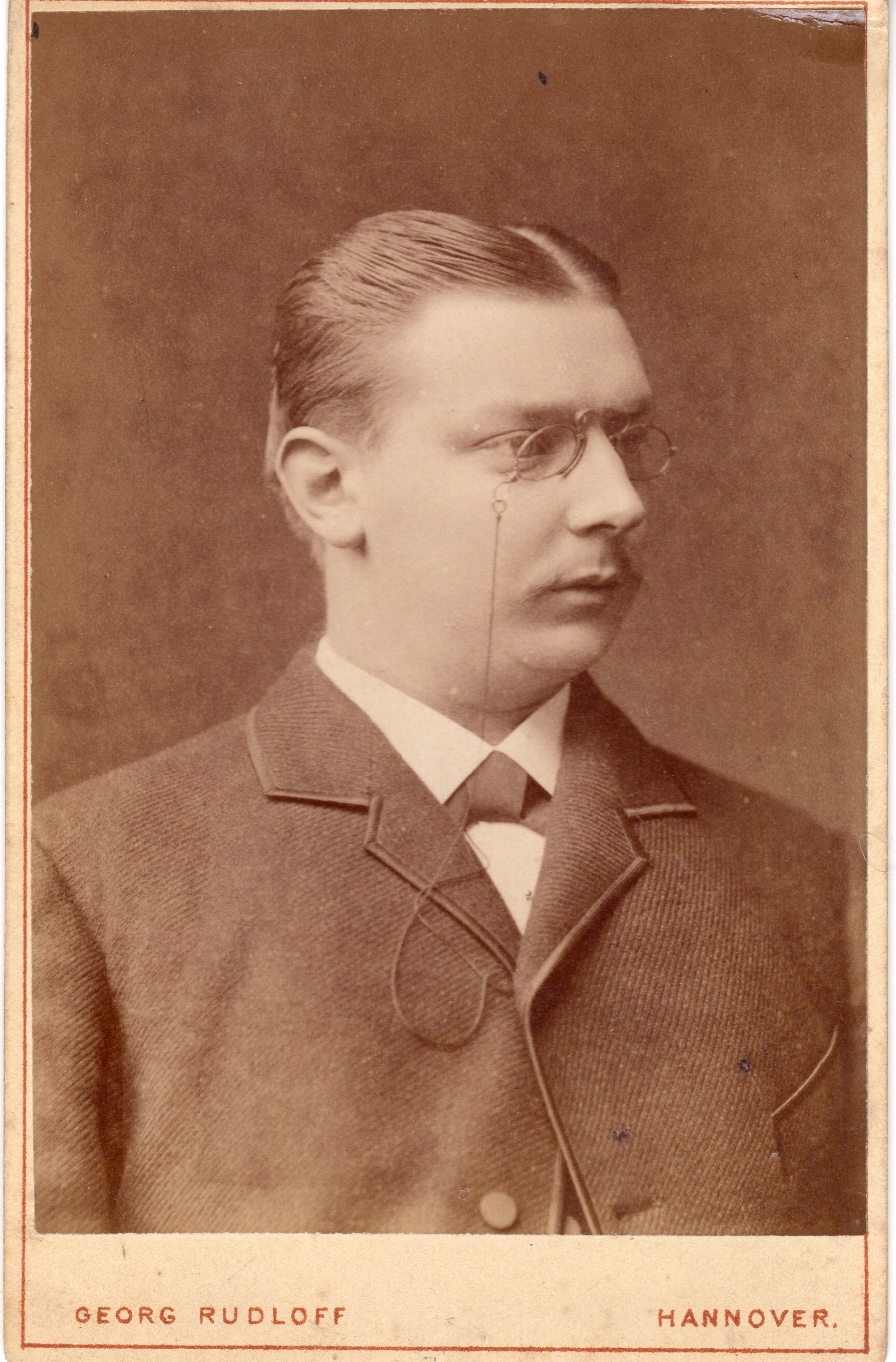
Ludwig Lemmermann, etwa 1893

Ludwig (Louis) Lemmermann wurde am 28. Juli 1858 in Hannover geboren. Seine Eltern waren der Tischleramtsmeister Friedrich Lemmermann und Dorothee Goltermann. Zusammen mit zwei Schwestern und einem Bruder wuchs er im elterlichen Hause in der hannoverschen Altstadt auf.
Das Haus in der Knochenhauerstraße 6 (vormals 678) hatten seine Eltern 1848 von dem Maurermeister Constantin Martin Nordmann erworben. Von 1880 bis 1883 war Lemmermann unter dieser Adresse als Kaufmann verzeichnet. Im Jahr 1882 eröffnete er dort auch das „Bankhaus Ludwig Lemmermann“. Zwei Jahre später bezog er neue Geschäftsräume im Parterre der Theaterstraße 15. Ab 1890 war Otto Hoffmann sein Prokurist.
Von dem „Landschaftsrath“ Albrecht Friedrich von Münchhausen erwarb er dessen Wohnhaus am Georgsplatz 9 und richtete hier 1893 den neuen Standort seiner Bank ein. Vom Georgsplatz aus führt Ludwig Lemmermann seine Bankgeschäfte bis zu seinem Tode am 12. November 1925. Die Geschäftsführung übernahm daraufhin sein Schwiegersohn Hermann Werner jun. Dieser hatte bereits ein Jahr zuvor seine eigene Firma, die „J.Theod. Werner Bankgeschäfte“, ebenfalls an den Georgplatz 9 verlegt.

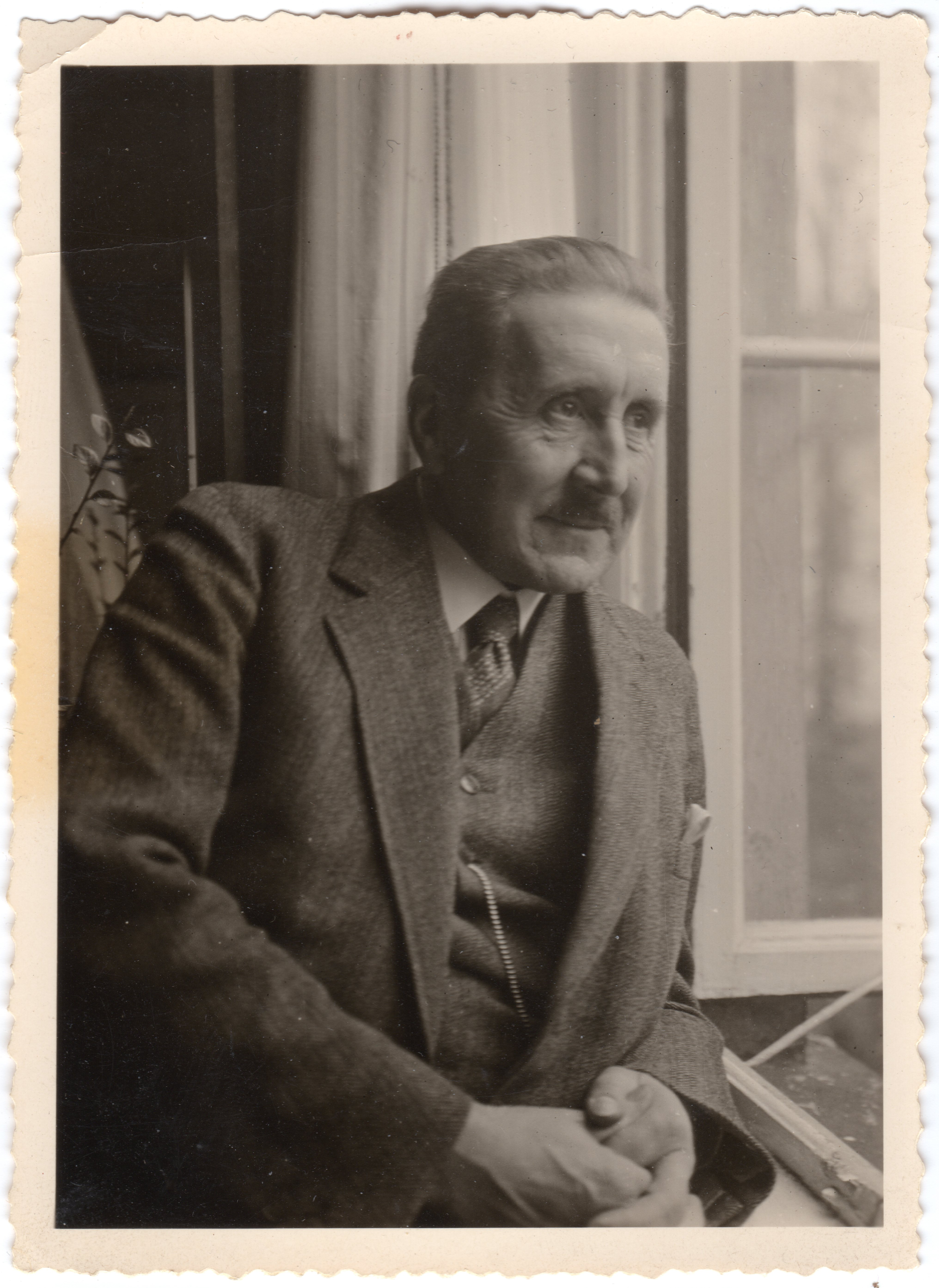
Hermann Werner jun., ca. 1935

Nach dem Tode von Hermann Werner 1940 übernahm der Sohn Klaus Werner die „Bankgeschäfte L.Lemmermann“ und führte sie bis 1943 weiter.
Bei den Luftangriffen auf Hannover wurden das Bankhaus, das Wohnhaus der Familie Lemmermann im Zooviertel sowie das Wohnhaus der Familie Werner in der Gneiststraße zerstört.

### Entwicklung nach 1945
Nora Werner, geb. Lemmermann, veräußerte das Grundstück und den Firmennamen an den Generalmajor Karl Henning von Barsewisch. Dieser gründete 1947 als Geschäftsinhaber die „Lücke & Lemmermann KG“. Kommanditist (1947–1967) wurde Andreas Freiherr Knigge. Der zweite Namensgeber, Friedrich Lücke, hatte 1925 die „Lister Bankkommandite Lücke & Co.“ mit der Adresse Ferdinand-Wallbrecht-Straße 10 gegründet. Sie existierte bis 1949.

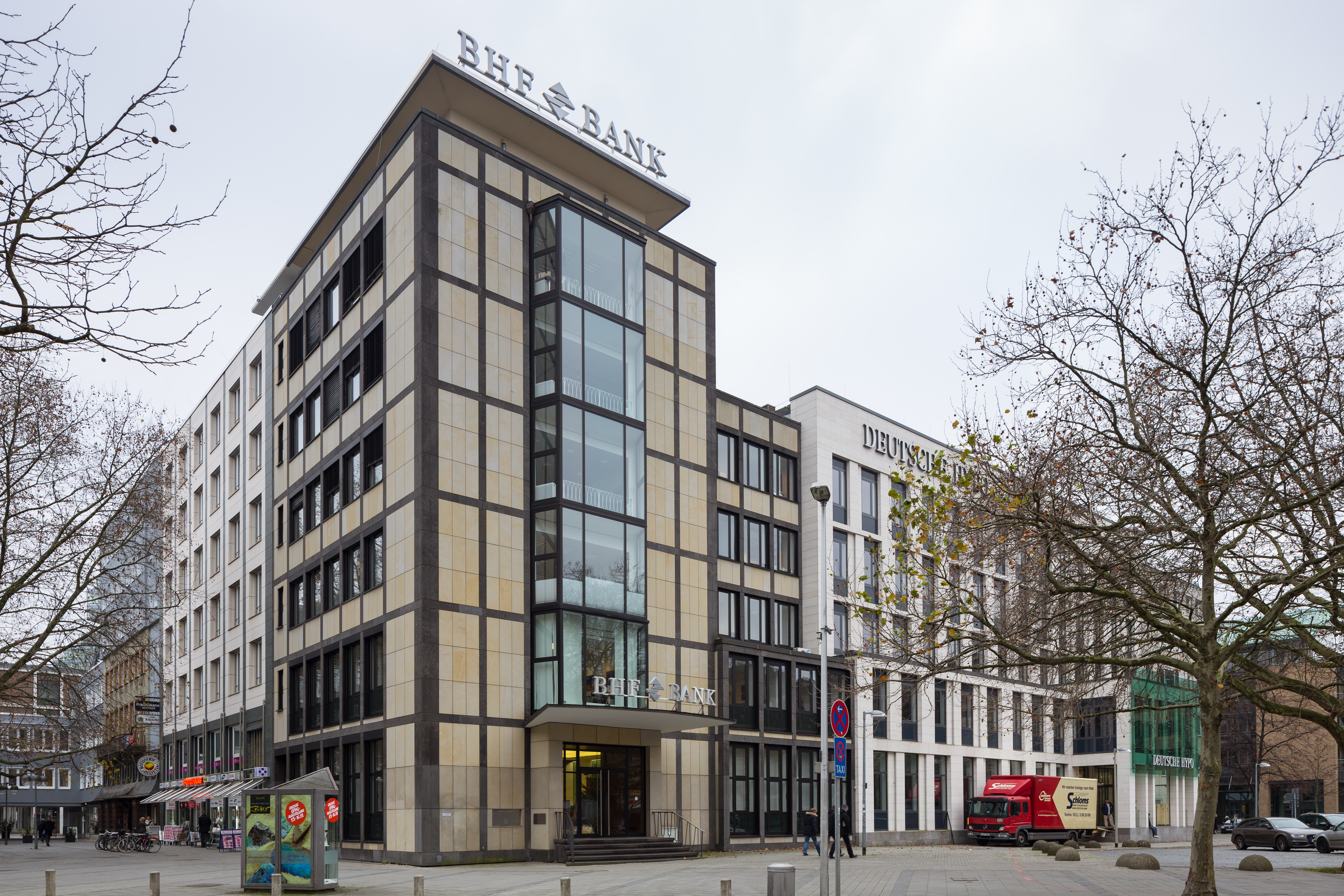
Oddo BHF am Georgsplatz in Hannover

Im Jahr 1954 wurde auf dem bestehenden Grundstück ein Neubau errichtet. War das alte Bankhaus ein Eckhaus zur Kleinen Straße gewesen, so war das neue durch die geänderte Straßenführung zum Eckhaus zur Georgstraße geworden. Architekt war Karl-Heinz Lorey. An der Fassade wurde eine Tafel zur Erinnerung an das Bankhaus L.Lemmermann angebracht, die in den 1980er-Jahren entfernt wurde. Am 14. Januar 1955 wurde der noch heute bestehende Bau am Georgsplatz 9 eingeweiht. In einer ganzseitigen Anzeige zur Eröffnung des „Haus Georgseck“, so benannt von dem Bankier Friedrich Lücke, heißt es: „Vor langer Zeit trug der Baugrund eine mittelalterliche Bastion am damaligen Stadtgraben“.
In den Jahren 1962/63 wurden alle Geschäftsanteile der Hamburger Firma G.J.H. Siemers übernommen 1967 wurde die „Lücke & Lemmermann KG“ zu 100 Prozent von der Berliner Handels-Gesellschaft (BHG) übernommen, die damit ihre erste Filiale schuf.
Im Jahr 1970 fusionierte die BHG mit der Frankfurter Bank zur BHF, der „Berliner Handels- und Frankfurter Bank“. Im Jahr 2016 wurde die BHF von der Oddo-Gruppe übernommen. Diese benannte sich in Oddo BHF um und nutzt noch heute das Bankhaus am Georgsplatz 9.